# Ignasi Calvet Esteban
Ignasi Calvet Esteban (* 17. Januar 1948 in Barcelona) ist ein spanischer Comiczeichner, der heute Disney-Comics zeichnet. Sein Künstlername ist Esteban.

## Leben
Ignasi Calvet Esteban wurde am 17. Januar 1948 in Barcelona geboren. Als Ältestes von fünf Geschwistern musste er bald arbeiten gehen, um sich und seine vier Geschwister versorgen zu können. Zeitweise arbeitete er in der internationalen Vertriebsabteilung des spanischen Verlagshauses Bruguera. In seiner Freizeit nahm er Zeichenunterricht. Daraufhin erhielt er ein Angebot, ein Praktikum in der künstlerischen Abteilung des Verlagshauses aufzunehmen.
Ab 1973 arbeitete der Zeichner in einer Bank, doch bald konnte er sich vor Aufträgen für Zeichnungen kaum mehr retten. Folglich beschloss er, sich selbstständig zu machen und erschuf unter anderem Kriegs-Comics für Fleetway. Des Weiteren war er mit Spionage- und Fix-und-Foxi-Comics für verschiedene Verlage tätig.
1980 erhielt er den ersten Auftrag des Egmont-Verlags, auf den sofort sechs weitere folgten. 1981 schließlich trat Esteban ins Studio von Josep Tello González ein, wo er auch heute noch arbeitet.

## Stil und Vorbilder
Estebans Vorbild im Bereich des Geschichtenerzählens ist Carl Barks, während er González für seine Hintergrundmotive bewundert. Ferner mag er Paul Murry, weil er „fähig ist, das Komplizierteste ganz einfach erscheinen zu lassen.“ So ist auch sein Stil von diesen Zeichnern stark beeinflusst.